# Зеленский, Фёдор Фёдорович
Фёдор Фёдорович Зеленский (1922—1991) — старший лейтенант Советской Армии, участник Великой Отечественной войны, Герой Советского Союза (1944).

## Биография
Фёдор Зеленский родился 16 июня 1922 года в селе Погар (ныне — посёлок городского типа в Брянской области). После окончания неполной средней школы работал слесарем в вагоноремонтном пункте станции «Унеча». В январе 1942 года Зеленский был призван на службу в Рабоче-крестьянскую Красную Армию. С ноября того же года — на фронтах Великой Отечественной войны. В 1943 году Зеленский окончил Новосибирское пехотное училище. К июлю 1944 года старший лейтенант Фёдор Зеленский командовал миномётной батареей 388-го стрелкового полка 172-й стрелковой дивизии 13-й армии 1-го Украинского фронта. Отличился во время освобождения Польши.
В июле-августе 1944 года батарея Зеленского участвовала в форсировании Вислы в районе города Тарнобжег и боях на Сандомирском плацдарме. Батарея отбила более 25 вражеских контратак, уничтожив пять танков, 8 самоходных артиллерийских установок, 25 автомашин, подавив огонь 3 артиллерийских и 1 миномётной батареи.
Указом Президиума Верховного Совета СССР от 23 сентября 1944 года старший лейтенант Фёдор Зеленский был удостоен высокого звания Героя Советского Союза с вручением ордена Ленина и медали «Золотая Звезда».
В 1945 году Зеленский окончил Высшую офицерскую артиллерийскую школу. В 1946 году он был уволен в запас. Вернулся в родной посёлок, где жил и работал.
Был также награждён орденами Отечественной войны 1-й и 2-й степеней, Красной Звезды, рядом медалей.